# ダグラス・エンゲルバート
ダグラス・カール・エンゲルバート（Douglas Carl Engelbart、1925年1月30日 - 2013年7月2日）は、アメリカ合衆国の発明家で、初期のコンピュータやインターネットの開発に関与した。特に、SRIインターナショナル内の オーグメンテイション研究センター (ARC) で行ったヒューマンマシンインタフェース関連の業績で知られており、そこでマウスを発明し、ハイパーテキストやネットワークコンピュータやグラフィカルユーザインタフェースの先駆けとなるものを開発した。
エンゲルバートは、コンピュータとネットワークの開発と使用が世界の緊急かつ複雑な問題を解決する助けになるという主張をよく行っている。研究室には自身が "bootstrapping strategy" と名付けた一連の原則を貼っていた。その戦略は研究室での技術革新を加速するようエンゲルバートが設計したものである。
2000年12月、ビル・クリントン大統領は、アメリカ最高の技術賞であるアメリカ国家技術賞をエンゲルバートに授与。2008年12月、エンゲルバートは「すべてのデモの母」の40周年を記念してSRIから表彰された。

## 学生時代
1925年1月30日、アメリカ合衆国オレゴン州ポートランドにて、カール・ルイス・エンゲルバートとグラディス・シャーロット・アメリア・マンソン・エンゲルバートの間に生まれる。父はドイツ人系、母はスウェーデン人とノルウェー人の混血である。
3人兄弟の真ん中で、姉のドリアンヌ（3歳年上）と弟のデービッド（14カ月年下）がいる。当初ポートランドに住んでいたが、9歳か10歳のころ父が亡くなり、ポートランド郊外に引っ越した。ポートランドの高校を1942年に卒業。
オレゴン州立大学に進学したが、第二次世界大戦末期に徴兵されてアメリカ海軍に入隊。フィリピンでレーダー技師として2年間働いた。小さな島にある高床式の小さな兵舎で、初めてヴァネヴァー・ブッシュの論文 "As We May Think" に触れ、強い衝撃を受けた。戦後オレゴン州立大学に復学し、1948年に電気工学の学士号を得た。オレゴン州立大学では Sigma Phi Epsilon というフラタニティに属していた。
卒業後はアメリカ航空諮問委員会 (NACA) に雇われ、エイムズ研究センターで1951年まで勤務した。

## 経歴と業績

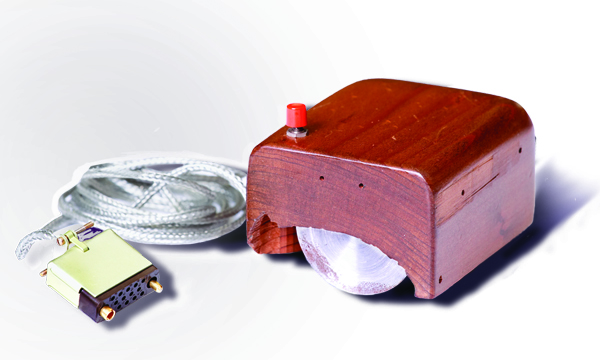
世界初のマウスの試作品。エンゲルバートのスケッチを元にビル・イングリッシュが設計した。

1945年にヴァネヴァー・ブッシュの "As We May Think" を読んだことで、知識を誰でも入手できるようにすることを目標と定めた。戦後になってコンピュータに関する記事などを読み、またレーダー技師としての経験から、情報を分析してスクリーンに表示できることを知っていた。彼は、知的労働者たちがディスプレイの前に座り、情報の空間を飛び回り、より強力な方法で重要な問題を解決する集合的知性のような能力を利用できると考えた。エンゲルバートはコンピュータが単なる数値を処理する機械と見なされていたころに、対話型コンピュータを活用して集団的知性の利用を実現することをライフワークと捉えていたのである。
そこで、カリフォルニア大学バークレー校大学院の電気工学科に進学し、1953年に修士号、1955年に博士号を取得。バークレーの大学院生時代、CALDICというコンピュータの構築に参加した。大学院での研究からいくつか特許を取得することになった。博士号取得後もバークレーに助教授として1年間留まったが、そこでは自身のビジョンを実現できないと感じて去ることにした。そしてベンチャー企業 Digital Techniques を創業し、博士課程での記憶装置に関する研究の一部を商業化しようとした。しかし、やはりライフワークと決めたビジョンの実現をあきらめられず、1年でその会社をたたんでいる。

### SRI と ARC

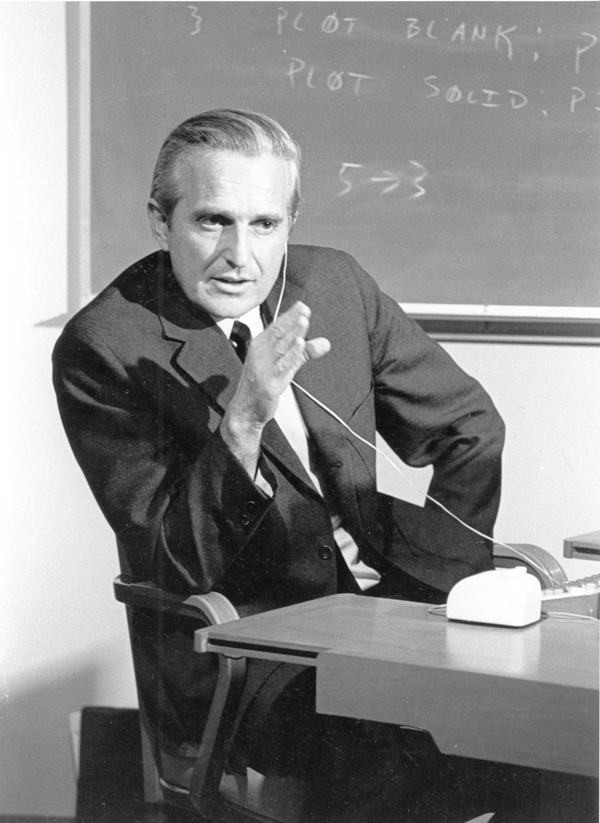
「すべてのデモの母」のライブデモンストレーションを行ったエンゲルバート（1968年）

1957年、スタンフォード大学と当時関わりが深かった SRIインターナショナル（当時はスタンフォード研究所）に雇われた。当初はヒューイット・クレーンの磁気デバイスの研究と電子部品の小型化の研究を手伝った。SRIで徐々に1ダースほどの特許を取得し（バークレー時代の研究に基づいた特許も含まれる）、1962年には長年温めていたビジョンについて Augmenting Human Intellect: A Conceptual Framework（人類の知性の増強: 概念的フレームワーク）と題したレポートをまとめ、研究を提案した(翌1963年にはA conceptual Framework for the Augmentation of Man's Intellect（人間の知性の増幅のための概念的枠組み）を公表している)。
この提案によりARPAから予算がつき、作業を開始することになった。新たに オーグメンテイション研究センター (ARC) をSRI内に創設し、研究員を集め、oN-Line System (NLS) の開発と設計を主導した。ARCでは、ビットマップ・スクリーン、マウス、ハイパーテキスト、グループウェア、先駆的なグラフィカルユーザインタフェース (GUI) などのインタフェース要素を開発した。彼は1960年代中ごろにユーザインタフェース (UI) のアイデアの多くを考案し開発した。そのころパーソナルコンピュータはもちろんないし、コンピュータは一般の人々には遠い存在で直接使用するなどほとんどあり得なかったし、ソフトウェアも個々のシステム向けの専用アプリケーションとして書かれることが多かった。

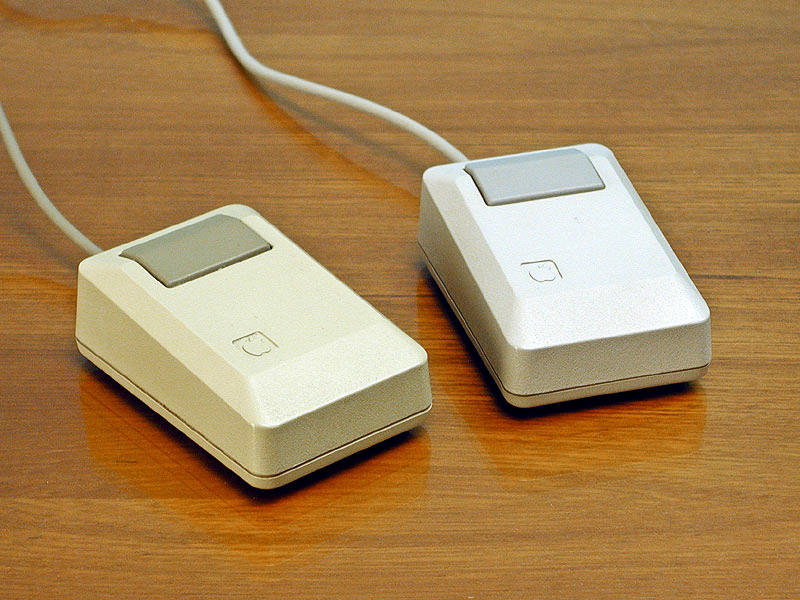
Macintosh Plusのマウス (1986年)

1967年、エンゲルバートはマウスの特許を申請し、1970年に取得した（アメリカ合衆国特許第 3,541,541号）。マウスが開発されたのはその数年前で、エンゲルバートのアイデアに基づいてビル・イングリッシュが設計・開発した。その特許では "X-Y position indicator for a display system"（表示システムのためのX-Y位置指示器）とされており、金属ホイールを2つ持つ木製のマウスであった。エンゲルバートによれば、「マウス」と名づけられたのはしっぽに相当するコードが後ろ（というか利用者から見て手前）にあったためだという。また、スクリーン上のポインタは「バグ」と呼んでいたが、この用語は定着しなかった。
エンゲルバートはマウスの発明に関してロイヤルティーを受け取ったことはない。その第一の理由は、特許が1987年に失効したため、パーソナルコンピュータでマウスが必須のデバイスとなる前だった点が挙げられる。第二に実際に製品化されたマウスは彼の特許に記載されていたのとは異なる（改良された）機構を使用していた。インタビューで彼は「SRIはマウスの特許を取らせたが、その価値を理解していなかった。後で知ったことだが、SRIはアップルに4万ドルかそこらでライセンス提供したんだ」と証言している。エンゲルバートは数々の発明品を統合して、1968年12月9日のコンピュータ会議 (Fall Joint Computer Conference) でデモンストレーションを行った。これはアメリカなどでは「すべてのデモの母（The Mother of All Demos）」と呼ばれている。

### ARPANET
エンゲルバートの研究開発はARPAから資金提供されていたため、ARCはインターネットの前身であるARPANETにも関与した。1969年10月29日午後10時30分、UCLAのレナード・クラインロックの研究室から最初のARPANET上のメッセージがSRIのエンゲルバートの研究室に送信された。ARCに送ろうとしたメッセージは "login:" だったが、"l" と "o" 送ったところでシステムがクラッシュした。したがって、ARPANET上の最初のメッセージは実際には "lo" である。約1時間後クラッシュから復旧すると、"login:" というメッセージの送受信に成功した。
1969年11月21日には Interface Message Processor (IMP) が両方のサイトに置かれ、ARPANET初の恒久的リンクを形成した。1969年12月5日にはさらにUCSBとユタ大学も接続され、4ノードのネットワークになった。
ARCは世界初のネットワークインフォメーションセンター (NIC) となり、全ARPANETノードの接続を管理することとなった。またARCは初期のRFCのかなりの部分を担っていた。NICは当初NLSを使って運営されていたが、エンゲルバートは革新的な研究に集中し続けた。このためNIC運営と研究の両立が困難となり、NICはグループとして独立しエリザベス・J・フェインラーが指揮することになった。

### 逸話的注釈
科学史の専門家 Thierry Bardini がいみじくも指摘したとおり、エンゲルバートを様々な研究開発に向かわせた彼の複雑な個人的哲学は、今日の哲学と科学技術の共進化を先取りしていた。Bardini は、エンゲルバートがベンジャミン・ウォーフの言語的相対論に強く影響されていたと指摘する。ウォーフは言語の洗練度が思考の洗練度を左右するとしたが、エンゲルバートは技術のレベルが情報操作能力を左右するとし、技術開発によって我々の能力が向上すると考えた。そこで彼は情報を直接的に操作するコンピュータを使った技術の開発に向かい、同時に個人やグループの知的作業過程を洗練させる技術にも関心を寄せることとなった。
エンゲルバートの哲学と研究の方向性は（自身がバイブルと呼んでいる）1962年の研究レポート "Augmenting Human Intellect: A Conceptual Framework"に明確に記述されている。ネットワーク指向の知性という概念に基づいてエンゲルバートは先駆的な業績を残すこととなった。

## 研究者としての経歴の終わり
エンゲルバートは様々な災難と誤解のため、1976年ごろから全く誰からも見向きもされない状態となった。彼の下にいた研究者の一部はパロアルト研究所へと移っていった。これはエンゲルバートへの不満やコンピュータの未来についての見解の相違などが原因である。エンゲルバートはタイムシェアリングシステムを利用した協調型ネットワークが有望だと考えたが、若い研究者たちはパーソナルコンピュータの可能性を追求したがっていた。この衝突は技術的なものであると同時にそれぞれの時代背景にも原因がある。エンゲルバートはタイムシェアリングしかなかった時代の人であり、若い研究者は能力や権力の集中が疑問視されていた時代の人間である。そしてパーソナルコンピュータの時代はすぐそこまで迫っていた。
Bardini はエンゲルバートに関する著書の中で、1970年代前半にARCの主要研究者らがいわゆる自己啓発セミナー(EST)を受けた点を指摘した。エンゲルバートはESTの取締役会に名を連ねていた。ESTは当初はよいものと思われたが、ARCでは士気の低下と結束力の低下を招いた。
マイケル・マンスフィールドによる研究開発全体への支出制限法案、ベトナム戦争終結、アポロ計画終結といった要因により、ARCへのARPAやNASAからの資金は減らされた。SRIの経営陣はエンゲルバートのやり方に失望し、ARCの残存部分を Bartram Raphael の人工知能研究部門の配下とした。Raphael は ARC をTymshare社に渡す交渉を行った。エンゲルバートはこの時期に自宅の焼失という災難にも遭っている。Tymeshare 社は NLS とエンゲルバートの研究室を買い取り、エンゲルバートを含む研究員の大部分を雇い入れた。Tymeshare 社は NLS の商用化を考えていた。Tymeshare 社は以前から ARC と共同研究を行っていて、ミニコンピュータ上へのNLSの移植などをした経験があった。
エンゲルバートは Tymeshare 社で自分が除け者にされていることに気づいた。Tymeshare 社はエンゲルバートのさらなる研究をしたいという要望を無視した。Tymshare社やマクドネル・ダグラス社（1984年にTymshareを買収）の経営陣には彼のアイデアに興味を示すものもいたが、開発のための資金は提供されることはなかった。マクドネル・ダグラスでのエンゲルバートの関心は、膨大な知識の管理手法と航空宇宙プログラムのライフサイクルに関するIT要件に集中している。その中でもグローバルな相互運用性と Open Hyperdocument System の必要性を再認識することになった。エンゲルバートは1986年にマクドネル・ダグラス社を退社し、商業的プレッシャーから逃れて自身のライフワークを追求しようとした。
エンゲルバートは自身の会社 Bootstrap Institute の取締役である。この会社は1988年、彼の娘クリスティーナ・エンゲルバートが設立した。カリフォルニア州メンローパークにあり、彼の最近の哲学とも言うべき集団的知性の概念を洗練させることを目的とし、Open Hyper-Document Systems(OHS) と呼ばれるものを開発している。2005年、エンゲルバートは米国科学財団からオープンソースプロジェクト HyperScope への資金援助を得た。HyperScope プロジェクトでは、Ajax と DHTML を使用したブラウザ部品を開発し、Augment システムの機能を再現しようとしている。HyperScope はエンゲルバートの目標と研究に基づき、グループウェアとグループサービスの開発により広いコミュニティが参加するよう計画された過程の最初の段階である。
1988年、娘クリスティーナ・エンゲルバートと共に Bootstrap Institute を創業。1989年から2000年までスタンフォード大学で彼のアイデアに基づいたマネジメントセミナーを開催していた。1990年代初めまではセミナー参加者も多く、エンゲルバートの哲学に賛同して協業を申し出る者もおり、非営利団体 Bootstrap Alliance も創設することになった。イラク侵攻とその後の景気後退でパートナー企業からの援助は減ったが、マネジメントセミナーやコンサルティングは小規模に続行された。1990年代中ごろにはDARPAから新たなユーザインタフェース開発 (Visual AugTerm) のための資金提供を獲得し、大規模なジョイント・タスクフォースに参加している。

## Bootstrapping Strategy
- Engage Your Innovators
  - Engage target customers and other key stakeholders in your innovation team and network.
  - Map your improvement activities into ABC – (A) business as usual, (B) innovating how A work gets done, (C) innovating how B work gets done – to reveal hidden opportunities for engagement.
  - Connect B and C activities in networked improvement communities for additional leverage.

- Leverage Your Collective IQ
  - Establish how your team/network will leverage its collective ingenuity and follow-through, beginning with shared values, vision, process, and enabling tools that are open and evolvable – this establishes the foundation for your dynamic knowledge ecosystem, your group brain.
  - Drill down into "Collective IQ" as a capability to reveal additional points of leverage.

- Focus on Capability
  - Revisit your focus/horizon in terms of capability, e.g. "are we in the telegraph business or communications business?" – it's about improving capability for your customer, and your teams/networks.
  - For each desired capability, drill down to reveal hidden opportunities in human and tool innovation.

- Accelerate Co-Evolution
  - Be pro-active about co-evolving the human and tool sides of the equation, fostering a symbiotic relationship between the two with a build-and-try pioneering attitude.
  - Join with other networked improvement communities as partners in exploration and pilot trials.

- Walk Your Talk to Bootstrap Results
  - For those whose products/services are intended to leverage customers' Collective IQ, walking your talk can yield a bonus multiplier effect like compounded interest. When you are your own best customer, every improvement you make to your work product will automatically increase your own Collective IQ – the essence of bootstrapping.
  - The more your products/services contribute to increasing Collective IQ, the greater your potential to increase Collective IQ exponentially.
  - In fact, placing special focus on innovating how people work collectively on important challenges is your point of greatest leverage.

## 主な受賞歴
1980年代終盤になると、エンゲルバートの業績の独創性と重要性が徐々に理解されるようになってきた。
- 1995年12月 - ボストンでの第4回 WWW 会議で表彰された（後に ユーリ・ルビンスキー記念賞 と呼ばれるもの）
- 1997年 - レメルソンMIT賞（英語版）（発明に関する世界最高の賞、副賞は50万ドル）
- 1997年 - チューリング賞
- 1998年 - ACM SIGCHI Special Recognition Award[25]
- 1998年 - 全米発明家殿堂選出
- 1999年：フォン・ノイマンメダル（IEEE）
- 1999年 - ベンジャミン・フランクリン・メダル
- 2000年 - アメリカ国家技術賞[26]
- 2001年 - ラブレスメダル（英語版）（英国コンピュータ学会）
- 2002年 - ACM SIGCHI アカデミー会員[25]
- 2005年 - ノーバート・ウィナー賞（社会的責任を考えるコンピュータ専門家の会）
- 2005年 - コンピュータ歴史博物館フェロー
- 2011年 - IEEE Intelligent Systems の人工知能の殿堂入り[27][28]

### その他の栄誉
1998年、Stanford Silicon Valley Archivesと Institute for the Future はスタンフォード大学で  Engelbart's Unfinished Revolution というシンポジウムを開催し、エンゲルバートと彼のアイデアを讃えた。これは、1968年のエンゲルバートのデモから30周年を記念したもので、2008年にも40周年を記念したシンポジウムが開催された。
2000年、ボランティアと資金提供者の協力を得てエンゲルバートは The Unfinished Revolution - II をスタンフォードで開催した。これは Engelbart Colloquium とも呼ばれ、エンゲルバートの業績とアイデアを多くの人に知らしめるべく文書化・オンライン化することを意図している。

## 21世紀の動向
2005年、アメリカ国立科学財団はエンゲルバートの HyperScope というオープンソースプロジェクトに資金提供した。
2008年、Bootstrap INstitute と Bootstrap Alliance は合併し Doug Engelbart Institute と改称。エンゲルバートは名誉創設者とされている。運営は娘のクリスティーナ・エンゲルバートが行っている。エンゲルバートの哲学である「集団的知性の増強」を広める活動を行っている。
エンゲルバートは、サンタクララ大学の Center for Science, Technology, and Society、Foresight Institute、社会的責任を考えるコンピュータ専門家の会、The Technology Center of Silicon Valley、The Hyperwords Company（Firefoxのアドオンである Hyperwords を作っている組織）の諮問委員を務めている。
2013年7月2日に腎不全のため逝去。88歳没。

## 家族
エンゲルバートには1997年に死別した妻との間に、ゲルダ、ダイアナ、クリスティーナ、ノーマンという4人の子がいる。2008年1月26日に再婚している。

### NLSデモのビデオ記録
- Doug Engelbart 1968 Demo、MouseSiteにある90分のオリジナルビデオ

### インタビューなど
- Transcript 2003年、サンノゼ州立大学を訪れたときの記録
- Channel9 @MSDN  インタビューのビデオ記録
- U.C. Berkeley Lecture in IEOR 190C Feb. 2008
- Doug Engelbart Video Archives, Archive.org